# Цзіньсі (ГЕС)
ГЕС Цзіньсі (金溪航电枢纽) — гідроелектростанція на півдні Китаю у провінції Сичуань. Роташована між ГЕС Сіньчжен (вище по течії) та ГЕС Махой, входить до складу каскаду на річці Цзялін, лівій притоці Дзинша (верхня течія Янцзи). 
В межах проекту річку перекрили бетонною греблею висотою 54 метра та довжиною 653 метри. Вона утримує водосховище з нормальним рівнем поверхні на позначці 310 метрів НРМ та максимальним рівнем під час повені 319,2 метра НРМ. 
Біля лівого берегу облаштований судноплавний шлюз, тоді як машинний зал розташували у правобережній частині греблі. Тут встановили чотири бульбові турбіни потужністю по 37,5 МВт, котрі забезпечують виробництво 710 млн кВт-год електроенергії на рік.